# 성지은
성지은(1974년 10월 11일 ~ )은 대한민국의 배우이다. 1994년 KBS 16기 공채 탤런트로 데뷔하였다.

## 학력
- 동국대학교 연극영화과 학사

## 출연 작품

### 드라마
- 1994년 KBS2 느낌
- 1995년 KBS2 젊은이의 양지 - 유주희 역
- 1995년 KBS2 개성시대

### 방송
- 1995년 KBS2 생방송 게임천국 - MC